# 国民革命军第四十九军
国民革命军第四十九军，曾3次组建：1937年2月东北军第105师组建；第249师、第327师组成的第49军；第50军第36师组成的第49军。

## 沿革

### 东北军第105师组建第16军（第一次组建）
“九一八事变”后，张学良把东北军卫队团等部扩编为第105师，张学良兼任师长，刘多荃任副师长。下辖3个旅9个团。1933年，刘多荃升任师长。西安事变中，第105师参加了臨潼行動。
1937年2月，第105师扩编为第49军，隶属豫皖绥靖公署，移驻南阳。刘多荃任军长，副军长董彦平，下辖第105师、第109师。
1937年8月，该军进驻沧县及静海附近津浦铁路沿线作战。8月下旬，日军第十师团步兵第10联队开始向静海、沧县进犯。该军伤亡惨重向南撤退。1937年10月底调赴淞沪会战，第105师第626团团长顾惠权阵亡；第109师在阻击沪杭公路北犯日军的两昼夜激战中，4个团长3人阵亡。
1938年9月，该军隶属国民革命军第三十二集团军，参加武汉会战。1939年参加南昌会战和第一次长沙会战、第三次长沙会战。1941年10月，兼任金华兰溪警备司令部。1942年5月至8月参加了浙赣会战，后驻守江西上饶。1945年8月日本投降后，赴杭州受降。1945年下半年驻江苏武进，隶属第1绥靖区。
1946年5月改编为整编第49师，王铁汉任整编师师长，下辖整编第26旅、整编第79旅、整编第105旅。参加了苏中战役、淮沭战役、李堡战斗等作战。在苏中战役中，如南战斗整编第49师师部及所属第26旅全部和第79旅大部计一个半旅共计10,000余人被歼灭，整编第49师第26旅少将旅长胡琨被俘，华中野战军缴获长短枪4,000余支，轻重机枪500余挺；李堡战斗于杨家庄被歼灭第105旅旅部及第314团，除第105旅旅长金亚安率部百余人突围外（后仍被俘），悉数被歼；如黄路遭遇战在加力被歼灭第79旅1个团。
1946年9月至10月参加了张家口进攻战役。1947年8月陈诚把该部调东北战场，恢复军、师番号，担任北宁铁路沿线要点守备与机动作战任务，王铁汉调任沈阳防守区司令长官，郑庭笈继任军长。东北秋季攻势中，该军军部及所辖第79师、第105师被歼。战后恢复了建制。东北冬季攻势中第26师、第79师分别在新立屯、彰武地区被歼。1948年春夏，与重建的新编第五军互换了第26师与第195师。1948年9月，向锦州城紧急空运了第79师的2个团。1948年10月辽沈战役中在辽西被歼，军长郑庭笈、第105师师长、第195师师长被俘。

### 第327师和第249师组建第49军（第二次组建）
1949年3月，何绍周从昆明第6编练司令官调任贵阳第13编练司令官。1949年4月组建第49军（驻贵阳）与第89军（驻滇东）。
1949年11月，解放军进军大西南，第49军撤至黔西地区。1949年12月10日，第19兵团副司令官王伯勋、军长王景渊在普安县率部投共。   

### 第50军第36师扩编第49军（第三次组建）
1949年5月，在广东将第50军第36师扩编为第49军，隶属广州绥靖公署。李志鹏任军长，辖：第36师（师长胡翼恒）。
1950年10月下旬，广东战役中在陽春、陽江地區被殲滅。